# Fogareiro

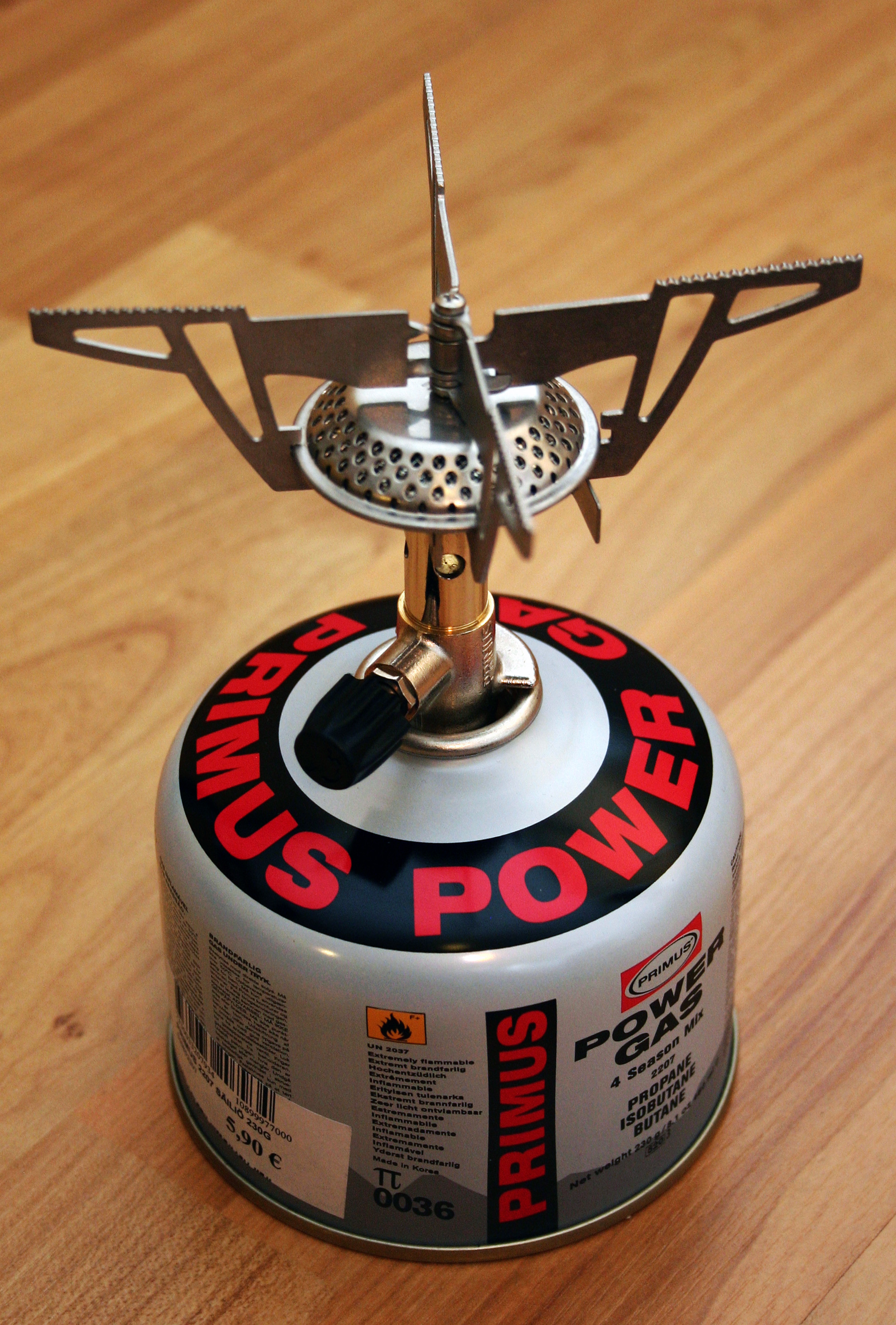
Exemplo de fogareiro a gás.

O fogareiro é um pequeno fogão portátil usado para o preparo de alimentos sendo muito utilizado em acampamentos e viagens. Existem os fogareiros elétricos que funciona por indução e os fogareiros a gás que utilizam gás de cozinha ou querosene para funcionarem.

## História

### Ásia

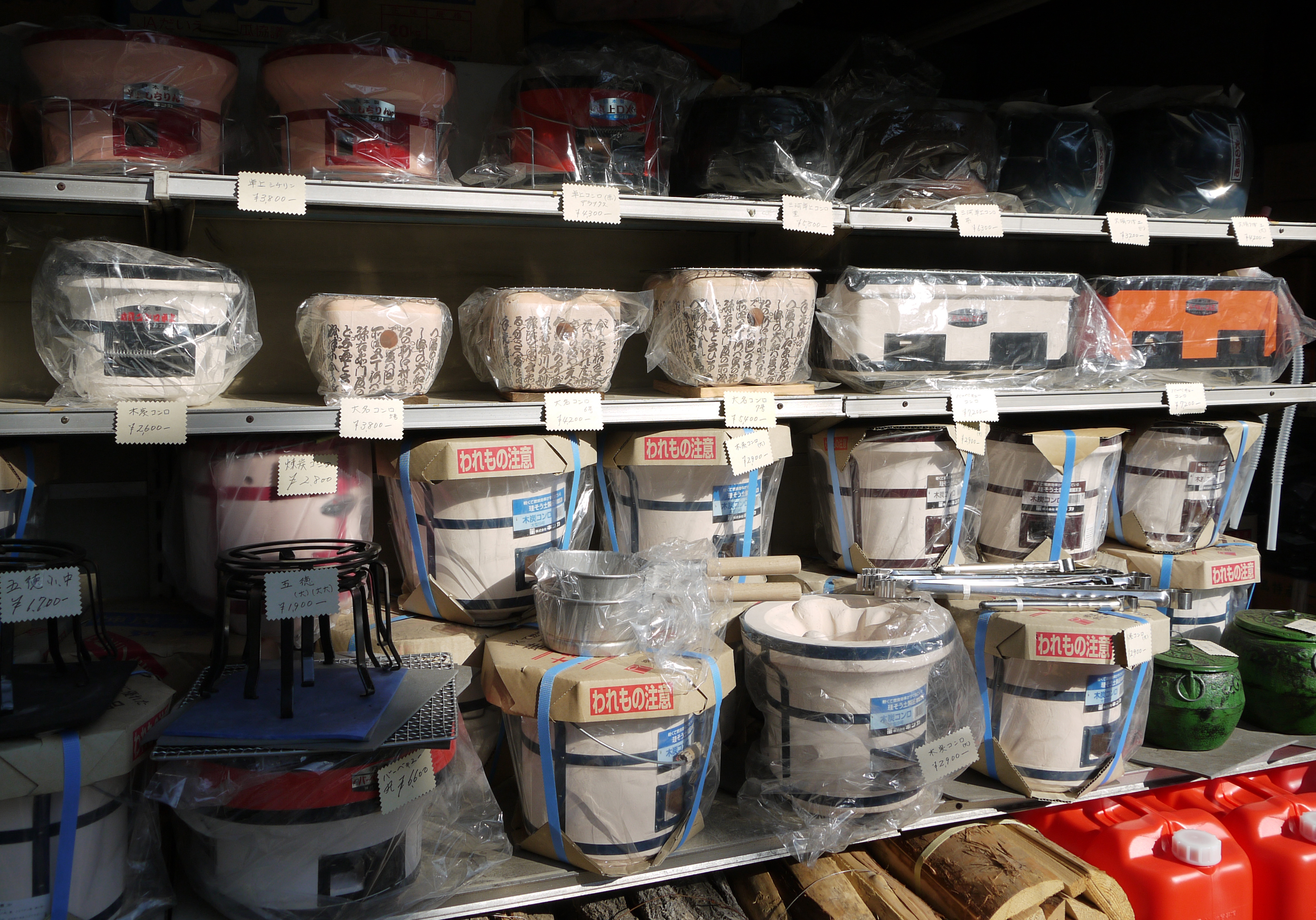
Os tradicionais Shichirin japoneses.

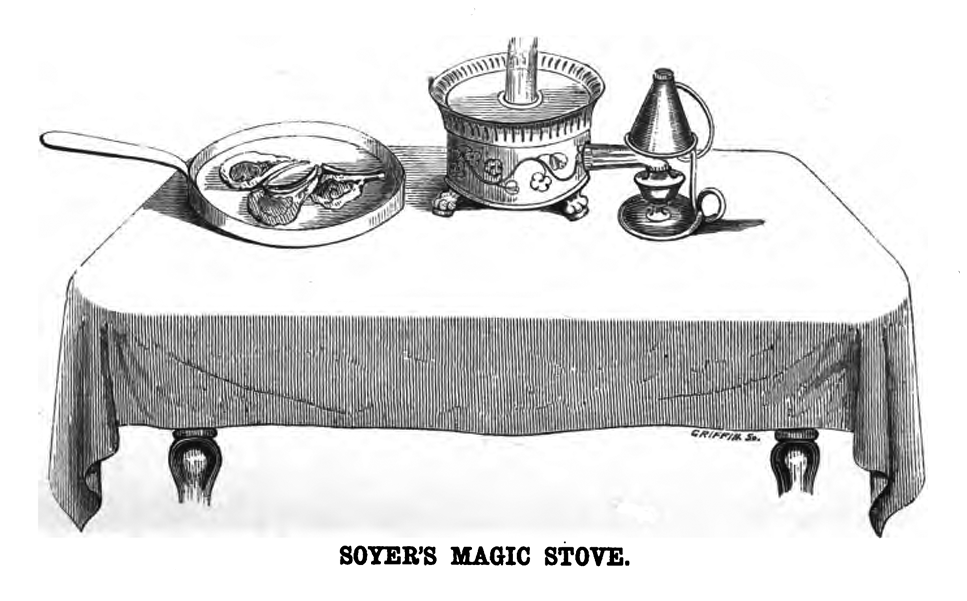
"Fogão Mágico" de Alexis Soyer usado pelo exército inglês durante a Guerra da Criméia.

Os shichirin são um tipo de fogareiro a carvão usados no Japão desde o período Edo (1603-1868). Os shichirins antigos são principalmente de cerâmica e muitos ainda existem. A maioria dos shichirin modernos podem ser feitos com diatomito ou outras matérias-primas. Existem também exemplares feitos de cerâmica dupla por dentro e por fora. Sua forma é principalmente cilíndrica, quadrada ou retangular, e o tamanho também varia. Muitas variedades de shichirin são feitas para diferentes usos. Na América do Norte, eles também são conhecidos como "hibachi" ou "estilo hibachi".
Os primeiros fogões portáteis europeus eram à gordura animal sendo usados por exploradores polares até o início do século XX.

### Modernidade
Os fogões portáteis modernos surgiram em meados do século XIX. O chef francês Alexis Soyer tornou-se chef de cuisine no Reform Club em Londres a partir de 1837. Ele instituiu muitas inovações, incluindo cozinhar a gás, geladeiras resfriadas por água fria e fornos com temperatura ajustável. Em 1849, Soyer começou a comercializar seu "fogão mágico" portátil, que permitia que as pessoas preparassem alimentos onde quer que estivessem. O projeto do "Fogão Mágico" de Soyer foi baseado no mesmo princípio de uma lâmpada de querosene, na qual um pavio é usado para puxar o combustível de um tanque ou reservatório para um queimador.
Durante a Guerra da Crimeia, Soyer juntou-se às tropas para aconselhar o exército sobre culinária. Mais tarde, ele recebeu suas despesas e salários equivalentes aos de um brigadeiro-general. Ele projetou seu próprio fogão de campanha, o Fogão Soyer, e treinou e instalou em cada regimento o "cozinheiro regimental" para que os soldados tivessem uma refeição adequada e não sofressem de desnutrição ou morressem de intoxicação alimentar. Os padrões de catering dentro do Exército Britânico continuaram a seguir esse padrão mas não haveria um único Corpo de Catering do Exército até 1945. Isso agora faz parte do Royal Logistic Corps, cujo QG de catering é chamado de Soyer's House. Seu fogão, ou adaptações dele, permaneceram no serviço militar britânico até o final do século XX.
Na década de 1850, o famoso alpinista Francis Fox Tuckett desenvolveu um fogão à álcool para campistas e montanhistas conhecido como "fornalha russa" que também era conhecido como "Rob Roy", em homenagem a John MacGregor, apelidado de "Rob Roy". O livro de MacGregor de 1866, "A Thousand Miles in the Rob Roy Canoe" foi um sucesso internacional e descreveu seus métodos de acampamento. O fogão e o kit de cozimento integral de Tuckett foram projetados para serem pendurados em uma corda no interior de uma barraca.
Fridtjof Nansen também desenvolveu um fogão a álcool na década de 1880, baseado no trabalho de Adolphus Greely. Isso melhorou nos primeiros designs e mais tarde se tornou a base para o fogão Trangia.

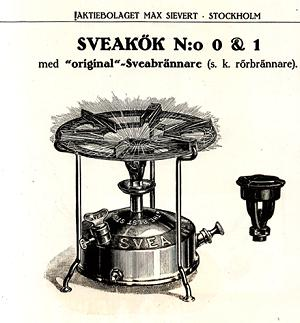
Fogão portátil à querosene.

Carl Richard Nyberg inventou o maçarico em 1882 e começou a fabricar os fogões Primus uma década depois. O primeiro modelo, chamado Viktoria, não teve muito sucesso, mas o último Svea se saiu melhor. Outras fontes também atribuem a criação à Frans W Lindqvist.
O uso de fogões à álcool para acampar foi relatado já em 1919. Por muitos anos, fogões à álcool foram usados em barcos a vela, em vez de fogões a querosene por razões de segurança. Desde então, eles foram amplamente substituídos por fogões que usam gás comprimido (como gás liquefeito de petróleo, butano ou propano), em recipientes descartáveis ou recarregáveis. Fogões projetados para uso militar, como o G.I. da era da Segunda Guerra Mundial. Fogão de bolso, foi projetado para funcionar com gasolina. O chamado "gás branco" ou nafta é comumente usado como combustível para fogões de acampamento e mochila, como o "Svea 123" compacto. Os fogões de acampamento mais recentes são capazes de queimar vários tipos de combustível, o que os torna adequados para viagens internacionais, onde alguns tipos específicos de combustível podem não estar disponíveis.
O uso de fogões portáteis leves para acampar tornou-se comum na Inglaterra e na Europa na segunda metade do século XIX. A prática ganhou aceitação mais tarde na América do Norte e coincidiu com uma maior conscientização sobre o impacto ambiental que os campistas mochileiros tinham nas áreas para onde viajavam.
Antes de seu uso, a prática usual ao fazer um acampamento era acender uma fogueira para cozinhar com os materiais disponíveis, como galhos caídos. Os resquícios de fogo deixada no solo permanecem por dois ou três anos antes que a vegetação se recupere. O acúmulo dessas marcas de fogo prejudicou a composição florestal, o que levou grande parte dos campistas a usarem os fogões portáteis.

## Usos
Os fogareiros diferem amplamente em seu tamanho e portabilidade. Eles são projetados para serem guardados em mochilas, sendo leves e pequenos. Geralmente possuem apenas um queimador, um tanque de combustível e suportes para panelas. As pernas costumam ser dobráveis para minimizar o espaço necessário. O peso pode variar de 30 a 60 gramas para fogareiros mais simples, 310 a 400 gramas para fogareiros do tipo MSR e fogareiros à gás que costumam pesar cerca de 1 quilo.
Os fogareiros de acampamento também podem ser usados em viagens de barco. Eles são semelhantes aos tradicionais e geralmente possuem duas bocas e geralmente apresentam uma tampa dobrável para armazenamento e proteção contra o vento.

## Fogões de combustível líquido

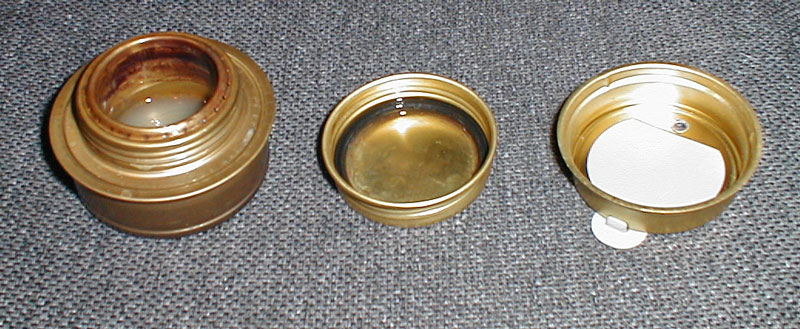
Fogão à álcool "Trangia".

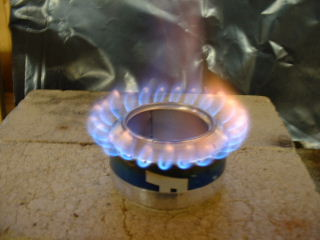
Um fogareiro artesanal feito com lata de refrigerante.

### Fogareiros à álcool
O tipo mais simples de fogareiro apresenta um único queimador que contém o combustível e que, uma vez aceso, queima até se extinguir ou até o combustível acabar. Existem fogões à combustível líquido e sólido dessa variedade. Por serem extremamente pequenos e leves, esse tipo de fogão tende a ser preferido para aqueles que não querem levar muita bagagem, principalmente para viagens longas de mochila. Os fogões a combustível sólido também são comumente usados em kits de emergência porque são compactos e duram um longo do tempo. Esses fogões também são usados para servir fondue.
O "Fogão Trangia" é um fogareiro à álcool popular nos EUA, alguns deles vêm com uma tampa de vedação, permitindo que o queimador se apague mesmo com combustível. 
Outra variedade de fogareiro pode ser feito com uma lata de alumínio descartável de refrigerante cortada e combustível líquido. São realizados furos na lata para acender o fogo.

### Fogareiros à gravidade

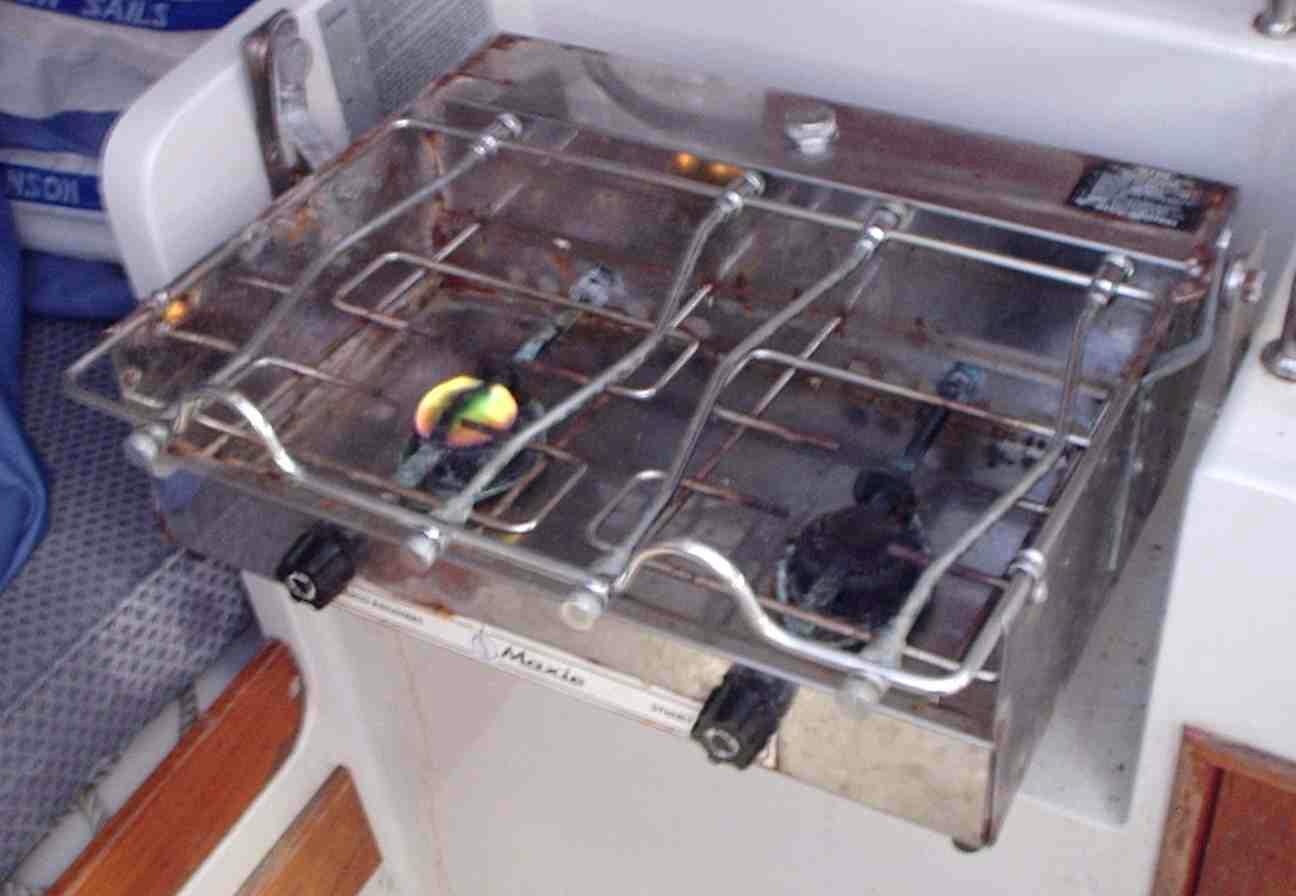
Fogão a álcool de duas bocas.

Esse tipo de fogão portátil consiste em um pequeno reservatório elevado acima do queimador. O tanque de combustível fornece o álcool metilado por gravidade ao queimador, onde é vaporizado e queimado. O fogão à álcool alimentado pela gravidade ainda é encontrado em muitas embarcações, embora tenha sido substituído por fogões a gás comprimido.
Acender um fogão a álcool alimentado por gravidade é semelhante a acender um fogão Primus tradicional. Ao redor de cada queimador há uma bandeja usada para pré-aquecer o queimador. Para acender o fogão, o queimador é ligado primeiro para permitir que uma pequena quantidade de combustível passe pelo queimador e se acumule como um líquido em outra bandeja. O queimador é então desligado e o é aceso.

### Fogareiro à catalização
Humphry Davy descobriu o uso da platina na catálise. No qual um corpo catalítico é interposto no caminho de um vapor combustível e é aquecido em sua passagem através do corpo catalítico suficientemente para se unir com o ar na saída do corpo catalítico e, em seguida, queima sobre a superfície do corpo catalítico. Esse fenômeno também pode ser usado em fogões, e são descritos como resistentes ao vento, com chamas vermelho escuras.

## Fogareiros de combustível líquido pressurizado

### Fogão Primus
A criação do fogareiro é atribuída ao sueco Frans Wilhelm Lindqvist (1862 - 1931) criador do fogão Primus, ele utilizou um cano de ar comprimido por onde o combustível vaporizado alimenta o queimador fazendo o combustível líquido queimar com muito mais força mantendo a chama acesa. O fogão de Lindqvist foi baseado no maçarico, mas foi equipado com o queimador virado para cima. Juntamente com seu sócio J.V. Svensson, estabeleceram a marca de Fogão Primus, que rapidamente se tornou um líder de mercado mundial.

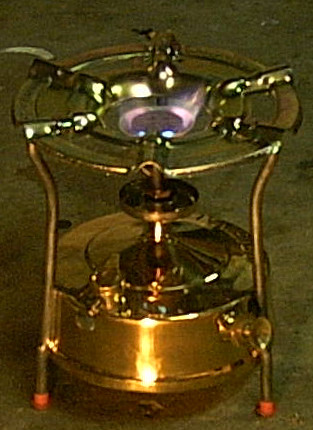
Antigo fogareiro Primus à querosene.

Os fogões Primus a querosene eram feitos de latão e representavam um avanço significativo em relação aos designs anteriores, que usavam um pavio para fornecer combustível líquido ao queimador por ação capilar. O queimador Primus vaporizava o combustível em um tubo que subia do tanque de combustível na base do fogão e era pré-aquecido com álcool antes de ser queimado no queimador. A pressão inicial é fornecida por uma pequena bomba manual integrada ao tanque de combustível do fogão. A chama em um fogão Primus é ajustada usando a bomba para aumentar ou diminuir a pressão no tanque. Modelos posteriores usavam uma válvula separada para ajustar a chama. Os fogões de estilo Primus foram feitos em uma variedade de tamanhos e estilos, e muitos foram projetados para serem desmontados.

### Fogareiros Compactos

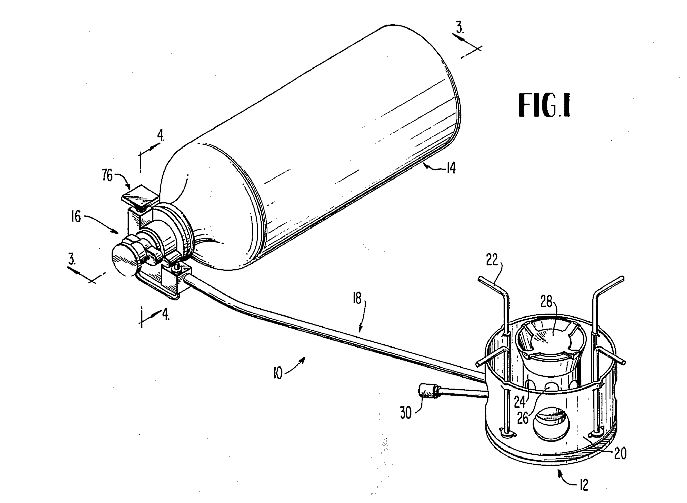
Figura da patente do fogareiro MSR XGK.

Fogões menores e mais compactos foram desenvolvidos no início do século XX e usavam gasolina, que na época, não tinha aditivos e outros constituintes contidos na gasolina moderna. Semelhante em design ao fogão estilo Primus a querosene, este fogão era menor e também feito de latão com o tanque de combustível na base e o conjunto do queimador na parte superior. Ao contrário do fogareiro Primus, a escorva pressuriza o tanque e pré-aquece o conjunto do queimador. Uma vez aceso, o calor do queimador mantém a pressão no tanque até que a chama se apague. 
O "Svea 123", lançado em 1955, está entre os mais populares desses designs de fogões "auto-pressurizados" e é geralmente considerado o primeiro fogão compacto para camping. A "Optimus" da Suécia fabrica uma linha de fogões de design semelhante em que os componentes do fogão são totalmente encerrados numa caixa dobrável de metal, sendo os mais populares os Optimus 8R e 111 (ainda em produção como Optimus Hiker). A Coleman Company desenvolveu um pequeno fogão a gasolina com tanque de combustível integrado para o Exército dos EUA na Segunda Guerra Mundial, o "fogão GI". A Coleman ainda fabrica fogões semelhantes, como os 442, 533 e 550B (o último dos quais também pode funcionar a querosene). Esses fogões têm uma bomba para aumentar a pressão inicial no tanque de combustível, mas geralmente são auto-pressurizados (o bombeamento ocasional pode ser necessário se o fogão estiver funcionando com potência total).
No início da década de 1970, a Mountain Safety Research (MSR) projetou um fogão com queimador pressurizado destinado a resolver as deficiências de desempenho dos fogões à gás branco em condições frias ou adversas, em particular para uso em alpinismo. Introduzido pela primeira vez em 1973 o Modelo 9 e depois o XGK Expedition. O fogão MSR tinha quatro partes principais: um conjunto de queimador independente com suportes de panela integrados em uma garrafa de combustível, que funciona como tanque de combustível do fogão junto com uma bomba que é parafusada na garrafa e um tubo flexível conectando o conjunto de bomba / garrafa ao queimador. Este tipo de fogão, com o tanque de combustível "externo", ele deve ser bombeado periodicamente para manter a pressão no queimador. A maioria dos fogões de acampamento de combustível líquido comercial no mercado é deste tipo.
Atualmente, existem fogareiros com queimador pressurizado que podem queimar diversos combustíveis ou líquidos voláteis, incluindo álcool, gasolina ou outros combustíveis para motores, querosene e propelente. Pouca ou nenhuma modificação é necessária; devido à variabilidade da volatilidade diferentes. Esse fogões podem precisar ser trocados para atender os diferentes tipos de combustíveis.

### Fogões com queimador em espiral
O fogão "queimador em espiral" é uma variante do design do queimador pressurizado, no qual o conjunto do queimador consiste em um circuito espiralado com um pequeno orifício na parte inferior, por onde o combustível vaporizado sai e entra em combustão. Geralmente pequenos, leves e baratos, eram vendidos sob as marcas "Stesco", "Tay-Kit", "Handy Camper" e outros. Uma versão mais substancial do fogão com queimador em espiral é o fogão Borde, de fabricação suíça.

### Fogões à gás

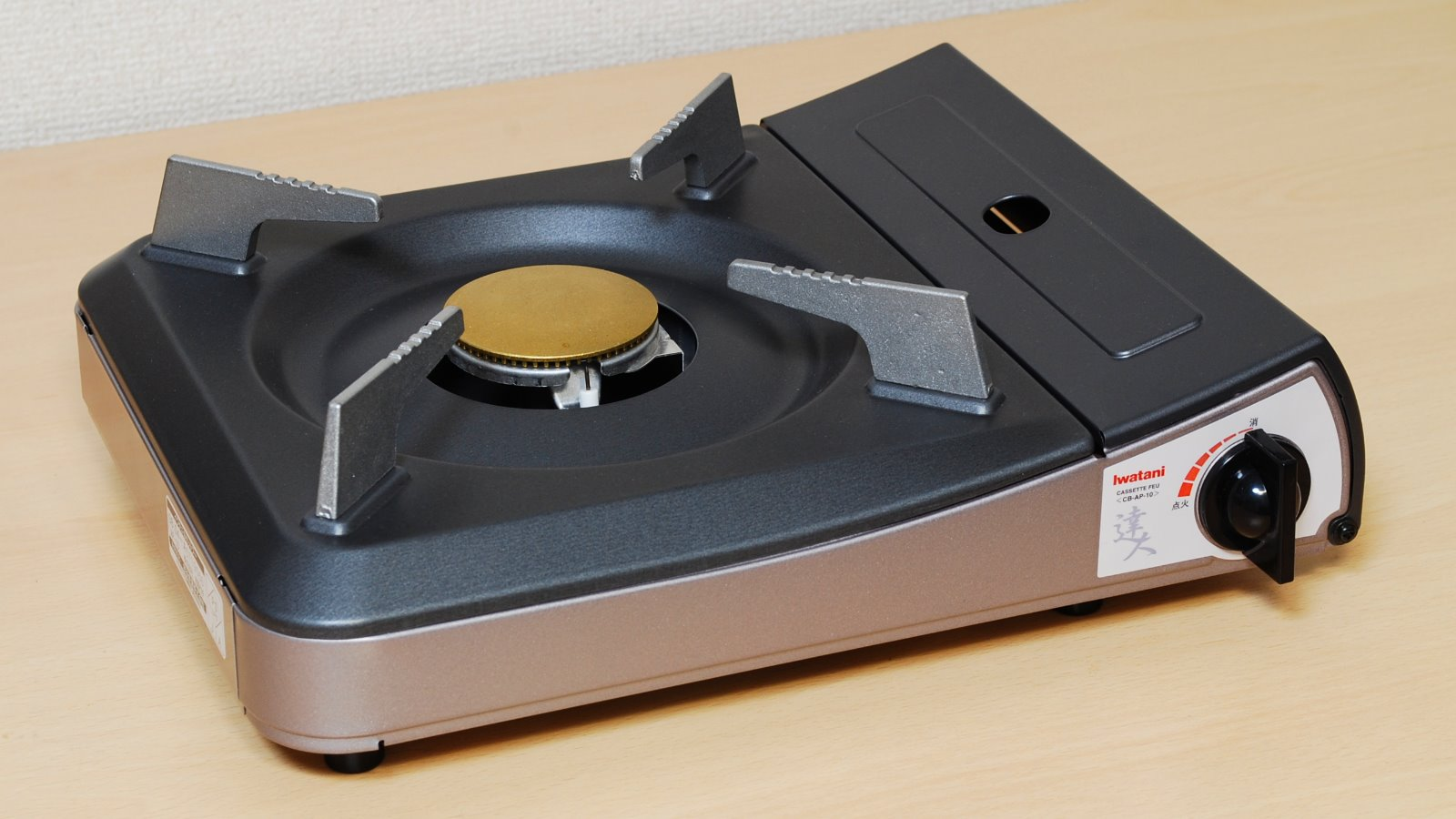
Fogão portátil à gás.

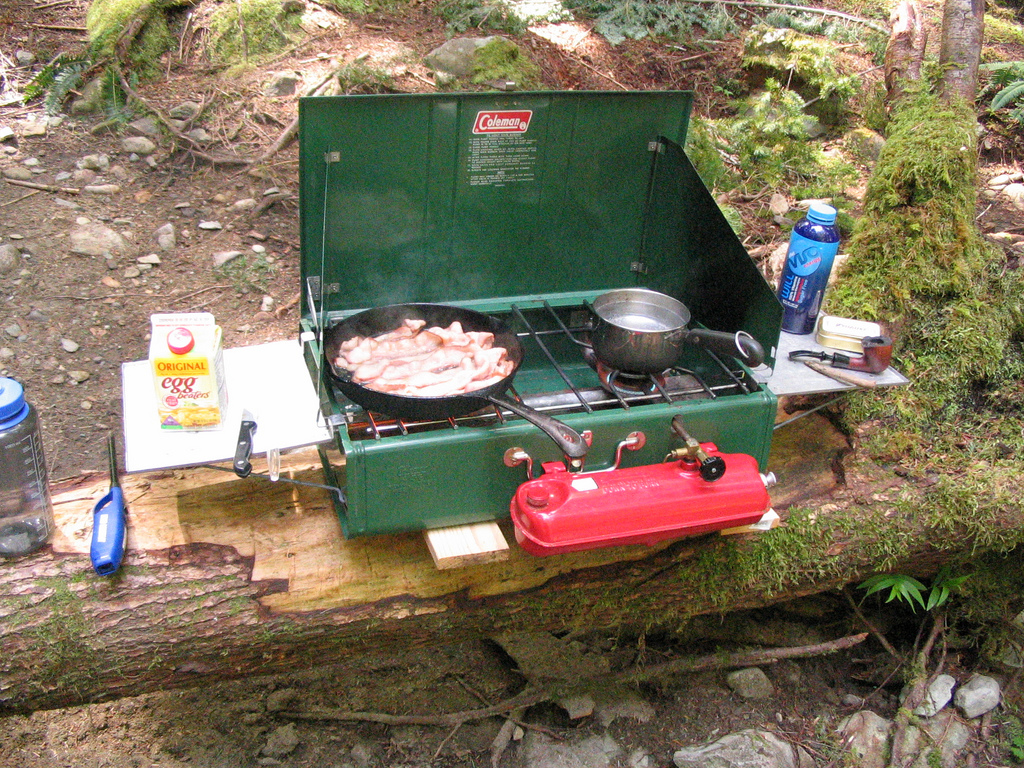
Fogão de acampamento à gás branco Coleman.

O design da maioria dos fogões à gás portáteis é semelhante ao de muitos fogões de queimador pressurizado, exceto que o tanque de combustível ou cartucho contém um gás liquefeito - normalmente butano, propano ou uma mistura de hidrocarbonetos - que é mantido sob pressão. Enquanto o gás no cartucho está no estado líquido quando armazenado sob pressão, ele vaporiza imediatamente quando deixa a garrafa de armazenamento (isto é, sem escorvamento), chegando ao queimador como um gás. A principal vantagem dos fogões de cartucho a gás é a conveniência: não há necessidade de escorvamento, geralmente não precisam de manutenção e podem produzir calor imediato, a chama é facilmente ajustada e geralmente são considerados mais simples de operar. Existem dois projetos básicos para a maioria dos fogões de cartucho a gás usados para camping: o conjunto do queimador é encaixado na parte superior do cartucho de gás, que serve como base do fogão, ou o fogão é independente e o cartucho é separado do queimador e conectado por meio de uma pequena mangueira ou cano. Fogões a propano de queimador único comumente usados em serviços de alimentação têm o recipiente de gás integrado ao corpo do fogão. Os botijões de butano fabricados na Coreia do Sul contêm butano da Arábia Saudita, enquanto os fabricantes americanos utilizam butano doméstico.
Os cartuchos de gás para fogões de acampamento tendem a ser caros e geralmente não são recarregáveis. Os cartuchos descartáveis são considerados questionáveis por alguns por motivos ambientais. Apresentam desempenho ruim em climas frios. Até a criação dos cartuchos com válvula 'Lindal" com especificação EN 417 de 1992, havia pouca compatibilidade entre os diferentes fabricantes e sistemas de cartuchos para fogões. Fora dos acampamentos, fogões de queimador que usam latas de gás butano comprimido são usados para catering e outras aplicações de serviços alimentícios.
Garrafas de gás recarregáveis são mais pesadas e tendem a ser usadas em fogões maiores destinados a acampamentos com muitas pessoas.

### Fogareiros com várias bocas
Fogões com dois ou mais bocas podem ser operados juntos ou separados e são mais usados em camping. O estilo "mala" dobrável de Coleman é o mais conhecido desse design e deve ser usado em uma superfície plana e estável, como uma mesa. Este tipo de fogão pode ter um tanque de combustível separado para cada queimador ou um único tanque compartilhado por ambos os queimadores. Fogões de queimador múltiplo geralmente usam gás comprimido, álcool ou nafta (também conhecido como gás branco ou combustível Coleman).

## Fogareiros de combustível sólido

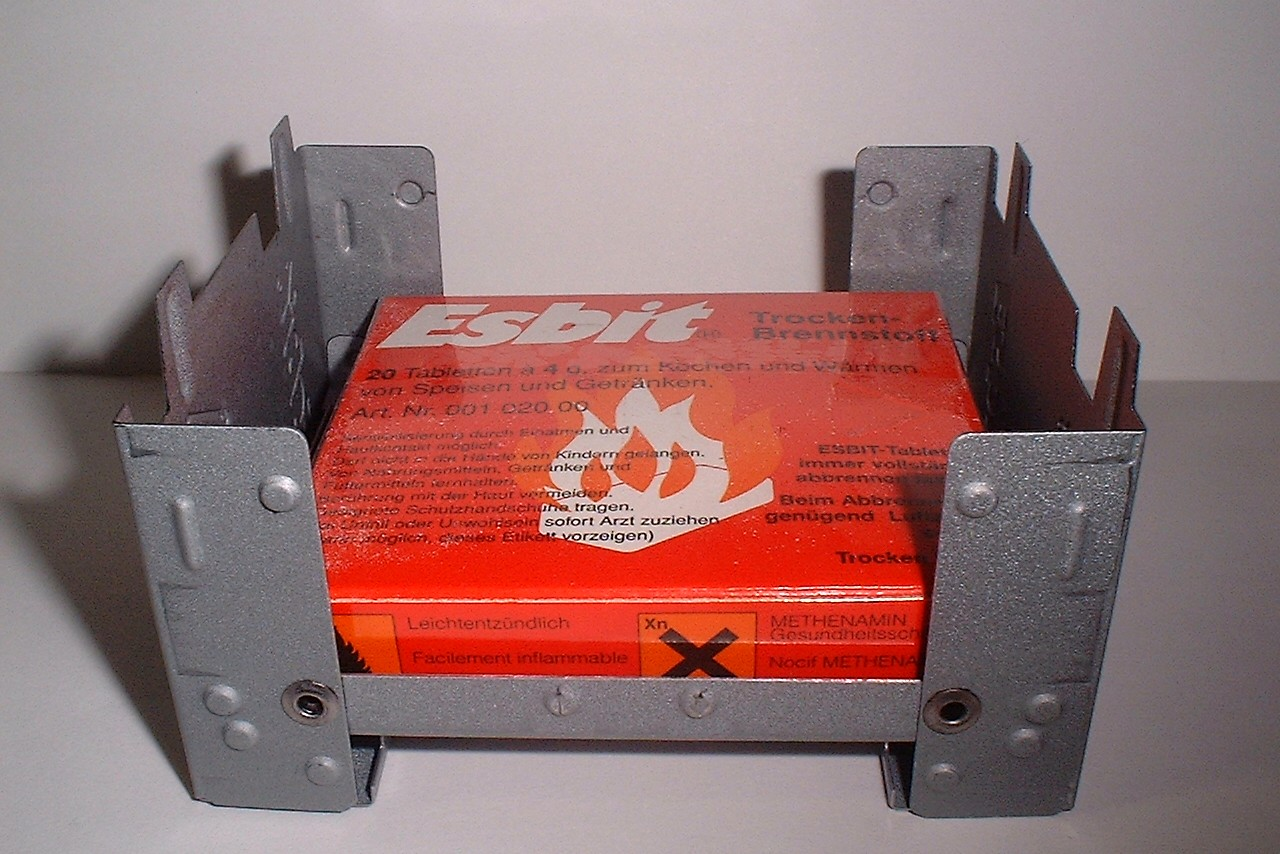
Fogão "Esbit" com caixa de combustível.

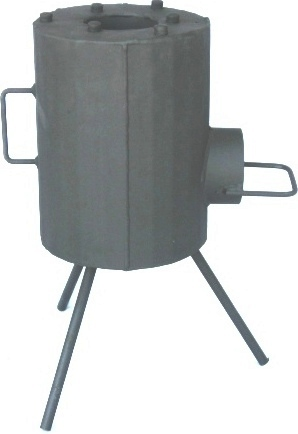
Fogareiro de pedra.

Um fogão portátil de combustível sólido pode consistir em uma base de metal e um recipiente o combustível, possui um conjunto de pernas para manter este conjunto fora do contato com o solo ou outro recipiente.

### Combustível sólido
Entre os modelos comerciais compactos, o fogão de hexamina "Esbit" queima pequenos tabletes de hexamina ou trioxano em um suporte feito de alumínio ou outro metal básico, tal modelo foi criado na Alemanha durante a Segunda Guerra Mundial. Os vapores tendem a contaminar os alimentos se expostos aos comprimidos em chamas e também deixam um resíduo que pode ser difícil de remover dos utensílios de cozinha.
Fora da América, o metaldeído é usado como combustível sólido em pequenos fogões portáteis. É um combustível leve com pouco cheiro que queima sem deixar resíduos. No entanto, é tóxico para animais, incluindo humanos, se ingerido e os comprimidos de metaldeído precisam ser manuseados com cuidado para evitar ingestão inadvertida.

### Combustível natural
Fogões que usam combustível natural como madeira, geralmente galhos e mato seco que são colocados sobre o fogareiro. Geralmente, esses fogões portáteis são mais econômicos e ecológicos porque são alimentados com matéria orgânica ao invés de combustíveis.
Embora simples, os fogões a combustível sólido têm algumas desvantagens em relação aos fogões a combustível líquido. Na maioria dos casos, a taxa de queima pode ser controlada apenas variando a quantidade de combustível colocada no fogo, enquanto os combustíveis fluidos podem ser controlados precisamente com válvulas. Além disso, nenhum combustível sólido queima completamente. Fogões à lenha também geram fuligem, além disso, a lenha libera menos calor em relação ao combustível.
Outro tipo de fogão a combustível sólido que vem se tornando mais comum é o chamado "fogão rápido". Existem vários tipos diferentes que podem ser feitos de aço ou outros metais com isolamento dentro. Sua vantagem é a necessidade de pouca lenha.
O fogão "Sierra Zip" possui uma bateria AA responsável por acionar a queima de pequenos galhos ou outros pequenos itens inflamáveis. O combustível é colocado em uma pequena câmara que produz cerca de 15.000 BTUs / h (4,40 kW), o dobro dos fogareiros à combustível. Como a lenha queima rapidamente nesse fogão, ela precisa ser constantemente reabastecido.